# Tamas Bartfai
Tamas Bartfai, född 1948, är en amerikansk neurolog. Han är professor i neurokemi och chef för den neurofarmakologiska avdelningen vid The Scripps Research Institute, La Jolla, Kalifornien. Han invaldes 2007 som utländsk ledamot av svenska  Vetenskapsakademien.